# Julián Molero Briones
Julián Molero Briones (Julià Molero i Briones) (27 de julio de 1946) es un botánico español, que desarrolla actividades académicas en el "Departamento de Botánica", de la Facultad de Farmacia, en la Universidad de Barcelona. Es Licenciado en Farmacia por dicha Universidad, en 1972, y el doctorado en 1976. Recorrió toda la estructura del profesorado de esa alta casa de estudios, hasta acceder a Catedrático emérito de Universidad, el 1 de febrero de 2011.
Fue colaborador del Proyecto Flora del Paraguay, coordinado conjuntamente por el 'Conservatoire et Jardin botaniques de la ville de Genève (Suiza)' y el 'Missouri Botanical Garden of St. Louis', (EE. UU.), de 1986 a 2010.

## Algunas publicaciones
- Briones, Julián molero, césar Blanché i vergés. A propósito de los géneros "Aconitum" L. y "Consolida" (DC.) Gray en la Península Ibérica. Anales del Jardín Botánico de Madrid 41 (1) 1984
- Blanché i vergés, césar; Julián molero Briones. Dos combinaciones nuevas y un comentario corológico en el género "Delphinium" L.. An. del Jardín Botánico de Madrid 41 (2) 1985
- Briones, Julián molero, césar Blanché i vergés. 1986. Las cubetas arreicas al sur de Bujaraloz (Valle del Ebro). Contribución a su estudio fitocenológico. Lazaroa 9 (ejemplar dedicado a: Fernando Esteve Chueca y Bartolomé Casaseca Mena): 277-300, ISSN 0210-9778
- -----------, -----------. 1989. Fragmenta chorologica occidentalia, 2638-2655. An. del Jardín Botánico de Madrid 47 ( 2 ): 480-481, ISSN 0211-1322
- Rovira lópez, anna maría; maría Bosch, Julián molero Briones, césar Blanché i vergés, joan Simon. 1997. Delphinium L. subgen. Delphinium in the iberian peninsula and north Africa: a new taxonomic approach. Lagascalia 19 ( 1-2 ): 59-82, ISSN 0210-7708
- Bosch, maría; Julián Molero Briones, césar Blanché i vergés, joan Simon. 1997. Pollination ecology in tribe "Delphineae" ("Ranunculaceae") in W mediterranean area: floral visitors and pollinator behaviour. Lagascalia 19 ( 1-2): 545-562, ISSN 0210-7708

### Libros
- reinilda d. Rodas, julián Molero briones, juan l. Castillo, eugeni Sierra, dodrigo Tavera. 2010. Lythraceae. Vol. 40 de Flora del Paraguay: Angiospermae. Editor Conservatoire et Jardin botaniques de la Ville de Genève, 152 pp. ISBN 2827705427
- rob c.h.m. Oudejans, ángel m. Romo, julián Molero briones. 1992. Current Research in the Taxonomy of Genus Euphorbia L. S.l. (Euphorbiaceae). Collectanea Botanica 21. Editor Institut Botànic de Barcelona, 253 pp.

## Honores
- 1980 – 2001: conservador del Herbario de la Facultad de Farmacia de la Universidad de Barcelona (BCF), acrónimo registrado en el Index Herbariorum, actualmente integrado en el Herbario de la Universidad de Barcelona (BCN)
- Miembro fundador y primer Director del 'Centre de Documentació de Biodiversitat Vegetal' de la Universidad de Barcelona (2000-2003)
- Director del Herbario de la Universidad de Barcelona, de acrónimo BCN (2001-2010)

Premios
- 1977: Extraordinario de Doctorado por la Facultad de Farmacia de la Universidad de Barcelona
- 1986: colectivo 'Prat de la Riba' otorgado por 'l'Institut d'Estudis Catalans' al grupo de autores del volumen Plantes Inferiors de la obra 'Història Natural dels Països Catalans'.

## Eponimia
- (Amaryllidaceae) Narcissus moleroi Fern.Casas[2]
- (Fabaceae) Cytisus moleroi Fern.Casas[3]
- (Fabaceae) Genista moleroi Talavera & P.E.Gibbs[4]